# Ride'em Plowboy
Ride'em Plowboy è un film del 1928 diretto da Walt Disney. È un cortometraggio animato, il 20° con protagonista Oswald il coniglio fortunato. Fu distribuito dalla Universal Pictures il 16 aprile 1928.